# Motovun
Motovun (do roku 1880 Matovun, italsky Montona) je vesnice a správní středisko stejnojmenné opčiny v Chorvatsku v Istrijské župě. Nachází se asi 17 km jihozápadně od Buzetu. V roce 2011 žilo v Motovunu 494 obyvatel, v celé opčině pak 1 004 obyvatel.
K opčině Motovun připadají celkem čtyři trvale obydlené vesnice.
- Brkač – 216 obyvatel
- Kaldir – 231 obyvatel
- Motovun – 494 obyvatel
- Sveti Bartol – 73 obyvatel

Motovun je turisty často navštěvován díky svým středověkým hradbám, renesančnímu kostelu sv. Štěpána se zvonicí, kostelu Panny Marie, kapli sv. Antonína a několika náměstím, jako je středověký Trg Andrea Antia a Trg Piazza Josef Ressel. Severně od Motovunu protéká řeka Mirna. Motovun je vyobrazen na chorvatských desetikunových bankovkách.